# ارین پک
ارین پک (انگلیسی: Erin Pac؛ زادهٔ ۳۰ مهٔ ۱۹۸۰) ورزشکار بابسلد اهل ایالات متحده آمریکا است.
وی در مسابقات کشوری و بین‌المللی در مجموع برندهٔ ۱ مدال نقره، ۲ مدال برنز شده‌است.